# Coeriana amabilis
Coeriana amabilis là một loài bướm đêm trong họ Noctuidae.